# اللغة التشيكية
اللغة التشيكية (بالتشيكية: čeština) هي إحدى اللغات السلافية الغربية. يتحدث بها معظم سكان جمهورية التشيك والتشيكيين في جميع أنحاء العالم أي أن هناك حوالي 12 مليون شخص يتحدثون التشيكية كلغة أم. التشيكية قريبة جدا من السلوفاكية، وبدرجة أقل للبولندية واللغة الصوربية لإقليم لوساتيا في ألمانيا.

## التاريخ

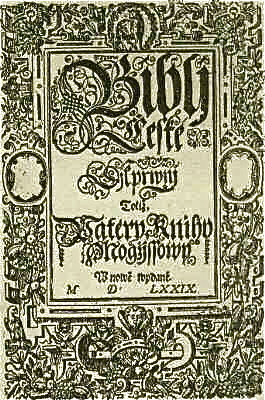
كان إنجيل كرالس أول ترجمة كاملة للكتاب المقدس إلى اللغة التشيكية من اللغات الأصلية. نُشِرت مجلداته الستة لأول مرة بين عام 1579 وعام 1593.

### تشيكية قروسطية/قديمة
يُطبَّق مصطلح «تشيكية قديمة» على الفترة التي تسبق القرن السادس عشر، وتُصنف أولى السجلات التاريخية العائدة للعصور الوسطى العليا على أنها «تشيكية قديمة أولى»، كما يُستخدم مصطلح «تشيكية قروسطية».
بلغَ التوسع السلافي منطقة أوروبا الوسطى في حوالي القرن السابع ميلادي، فأقاموا في الأطراف الشرقية من إمبراطورية الفرنجة. تشكلت دولة مورافيا العظمى السلافية الغربية مع حلول القرن التاسع. وانتشرت المسيحية في بوهيميا خلال القرنين التاسع والعاشر. بدأت عملية التنويع في المجموعة التشيكية–السلوفاكية الواقعة ضمن شق اللغات السلافية الغربية في ذاك الوقت تقريباً، ومن بين الأمور التي تميزت بها هذه الفترة هو استخدام الصامت الطبقي الاحتكاكي المجهور، والذي لم يدم طويلاً حيث سرعان ما تلاشى فيما بعد، كما استُخدِمَ تشديد متناسق في المقطع الأول.
سُجِلت اللغة البوهيمية (التشيكية) لأول مرة في الكتابات في الحَوَاشِ والملاحظات القصيرة خلال القرنين الثاني عشر والثالث عشر. ظهرت الأعمال الأدبية المكتوبة باللغة التشيكية خلال مطلع القرن الرابع عشر، فيما ظهرت الوثائق الإدارية للمرة الأولى نحو أواخر القرن الرابع عشر. كما تعود أول ترجمة كاملة للكتاب المقدس إلى هذه الفترة. كما كُتِبت النصوص التشيكية القديمة ومنها الأشعار وكتب الطبخ خارج الجامعة أيضاً.
ازداد النشاط الأدبي فأصبح واسع الانتشار في مطلع القرن الخامس عشر على ضوء الإصلاح البوهيمي. أسهم يان هوس إسهاماً غزيراً في توحيد معايير وقياس علم الكتابة التشيكية، وعَمِلَ على نشر وتعزيز محو الأمية بين عامة الشعب التشيكي وبصورة خاصة في المجال الديني، وبذل يان هوس جهوداً أوليَّة لجعل اللغة المكتوبة مُتمثّلةً ومُحْتذىً باللغة المحكية.

### التشيكية الحديثة المُبكِّرة
لم يكن هناك توحيد في القياس يُمَيّز ما بين التشيكية والسلوفاكية قبل القرن الخامس عشر. أضحت الاختلافات بين اللغتين ظاهرةً متجليةً في القرن السادس عشر بادئةً الانقسام الديني ما بين البروتستانت في سلوفاكيا مُستخدمةً علم الكتابة التشيكي، والكاثوليك (ولا سيما اليسوعيين السلوفاك) بادئين استخدام علم كتابة سلوفاكي خاصاً يستند على اللغة المحكية في منطقة ترنافا.
لعِبَ نشر إنجيل كرالس، وهو أول ترجمة تشيكية كاملة للكتاب المقدس من لغاته الأصلية بين عام 1579 وعام 1593، دوراً هاماً جداً في توحيد قياس اللغة التشيكية خلال القرون اللاحقة.
حاول مجلس الدايت البوهيمي جعل التشيكية اللغة الوحيدة الرسمية للملكة عام 1615. اضطرت طبقة متعلمي ومفكري البروتستانت إلى مغادرة البلاد عقِبَ اندلاع الثورة البوهيمية التي قامت بها الأرستقراطية المُتألفة بغالبيتها من البروتستانت على حكم آل هابسبورغ، والتي انتهت بإخماد الأخيرين لها عام 1620. تركت هذه الهجرة وغيرها من التبِعات الأخرى الناجمة عن حرب الثلاثين عاماً إلى أثرٍ سلبي على توسع استخدام اللغة التشيكية. غدت التشيكية والألمانية اللغتين الرسميتين لمملكة بوهيميا عام 1627، وغدت الألمانية اللغة السائدة في كل من بوهيميا ومورافيا ولا سيما بين الطبقات العُليا خلال القرن الثامن عشر.

## وصلات خارجية
- WordReference - a moderated forum of Slavic languages